# Josef Turba
Josef Turba, také uváděn jako Türba, (1822 Praha – 14. května 1892 Praha) byl český architekt, autor první série nádražních normálií drážních staveb Ústecko-teplické dráhy (ATE).

## Život a dílo
Absolvoval Polytechnický ústav v Praze. Jím navržené normálie, tedy typizované stavební projekty stanic a dalších drážních budov, byly v letech 1856–1858 většinově realizovány na drážním projektu společnosti c.k. privilegované Ústecko-teplické dráhy spojujícím Teplice a Ústí nad Labem (pozdější stanice Ústí nad Labem západ), budovaného především pro dopravu nákladů z nalezišť hnědého uhlí v regionu.
Ač již v 60. letech 19. století usídlen v Praze, nadále pracovně působil na Teplicku, zasedl například v komisi vybírající návrh na stavbu městského divadla v Teplicích, mimo jiné spolu s architektem Josefem Zítkem (zvítězil návrh architekta Hermanna Rudolpha). Roku 1865 byl jedním z osmi zakládající členů Spolku inženýrů a architektů v Království Českém, který se stal základem spolků České komory architektů a Českého svazu stavebních inženýrů. Spolek byl oficiálně ustanoven 31. října 1865, Josef Turba se stal jeho prvním předsedou, kterým zůstal až do roku 1868, kdy jej ve funkci nahradil arch. Josef Turek.
Navrhl také Daňkův palác, budovu, kde později sídlil průmyslník Čeněk Daněk a řadu činžovních domů v Praze.

### Úmrtí
Zemřel 14. května 1892 v Praze a je pochován na Olšanských hřbitovech.

## Fotogalerie

### Nádražní budovy

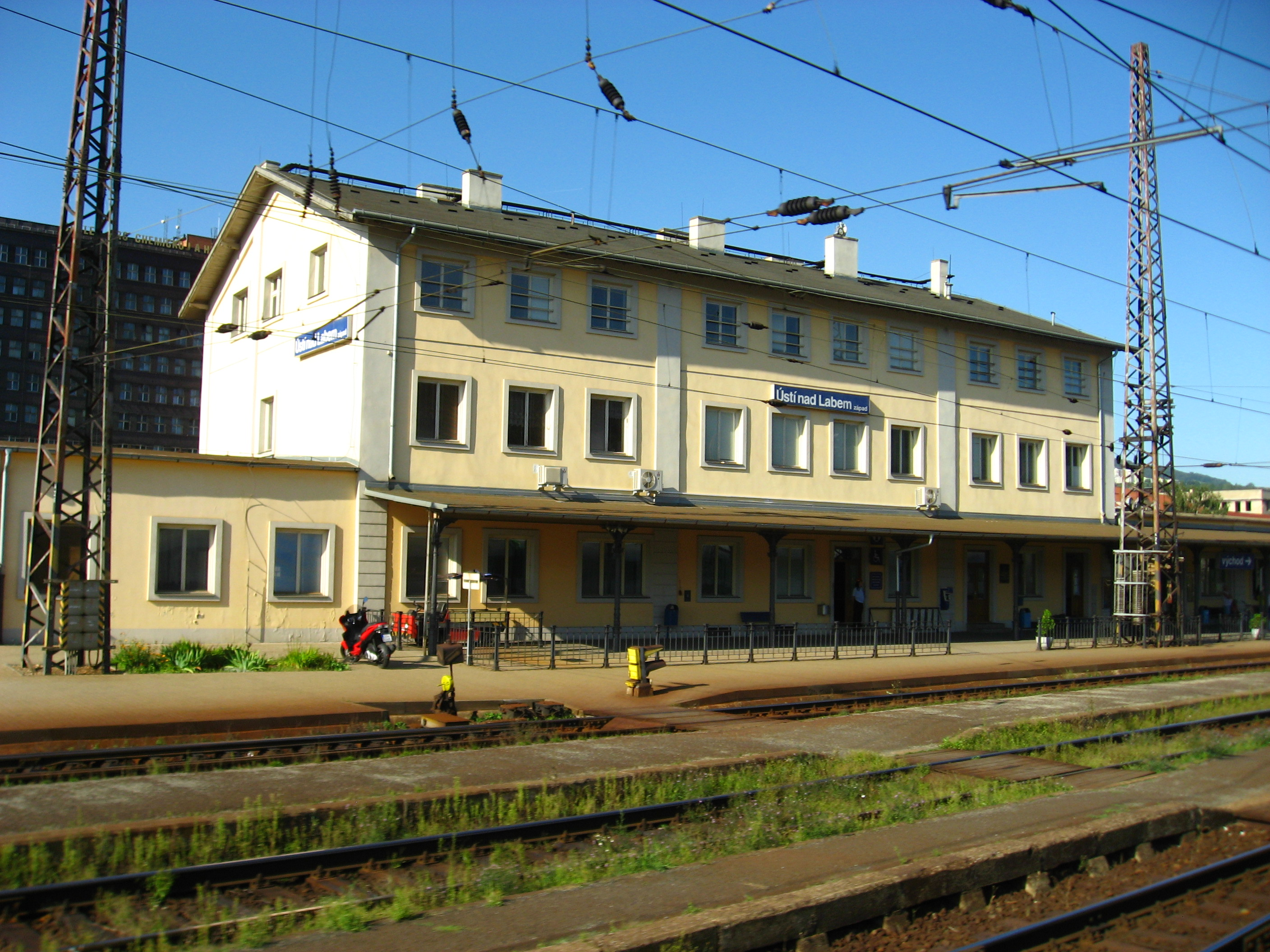
J. Turba, Ústí nad Labem západ (1858)
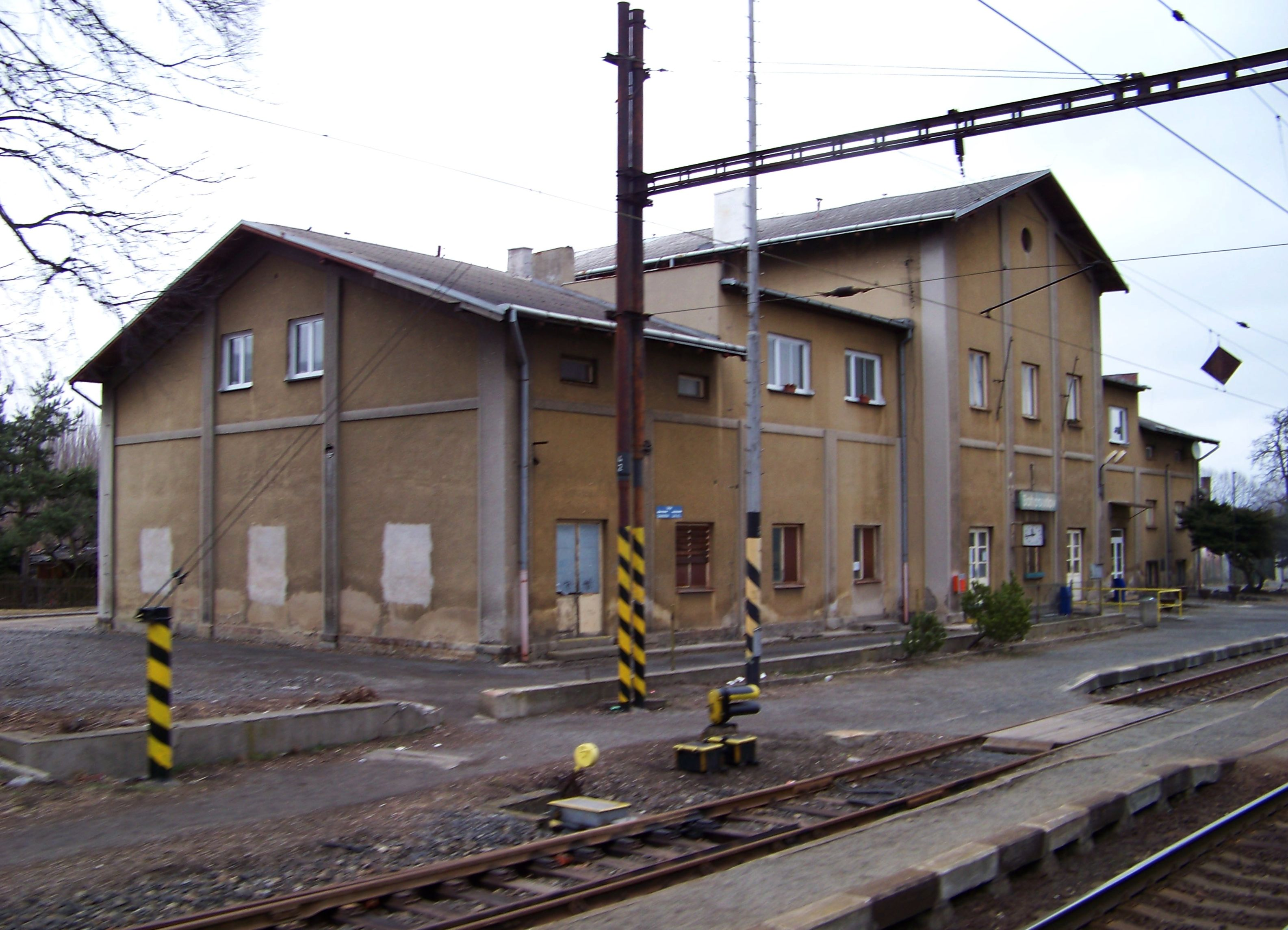
J. Turba, Nádraží Bohosudov (1858)
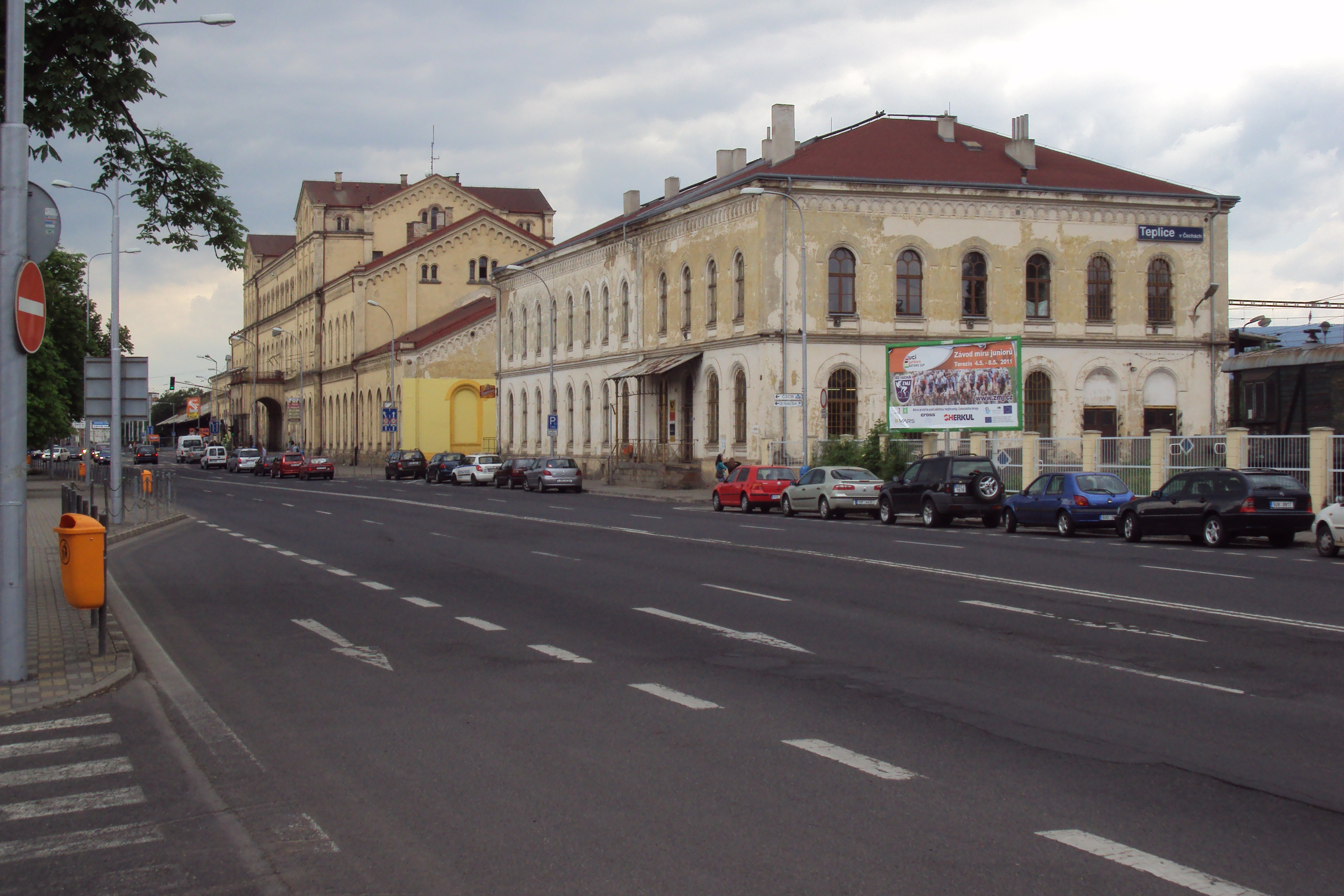
J. Turba, Nádraží Teplice v Čechách (1858, přestavba H. Rudolph, 1908)

### Obytné budovy

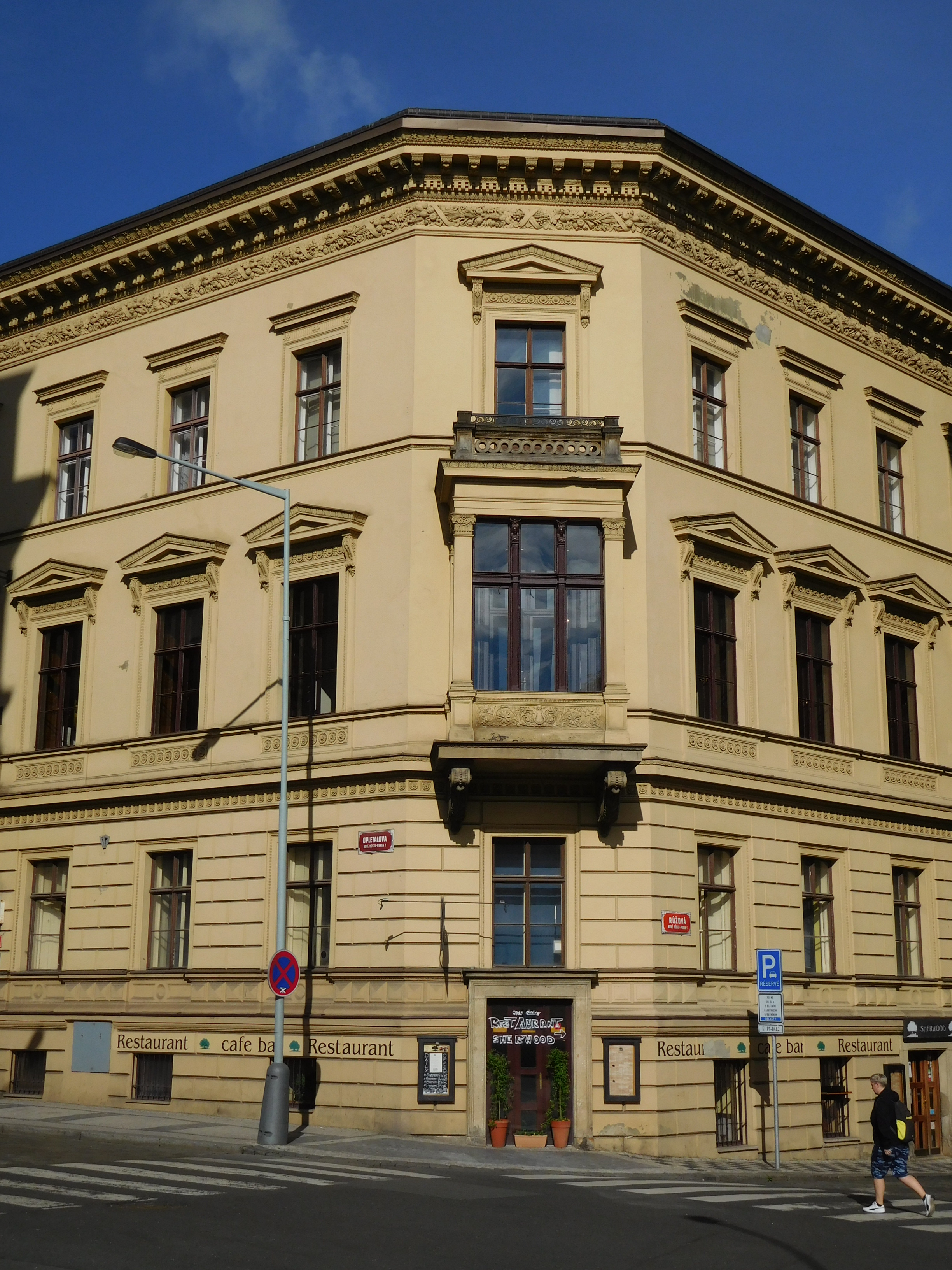
Daňkův palác, Praha - Nové Město (1864)
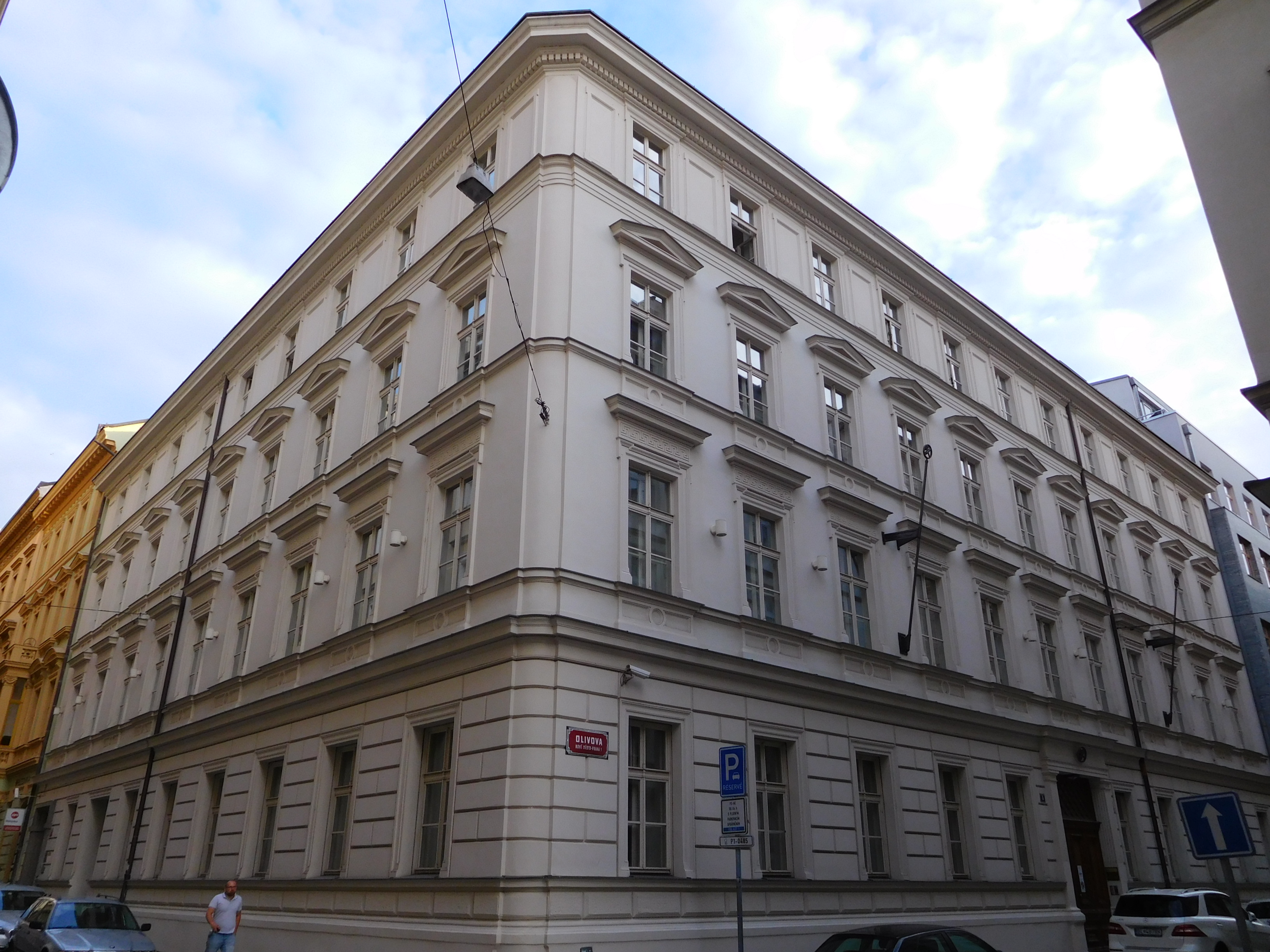
Růžová 14, Praha - Nové Město (1871)
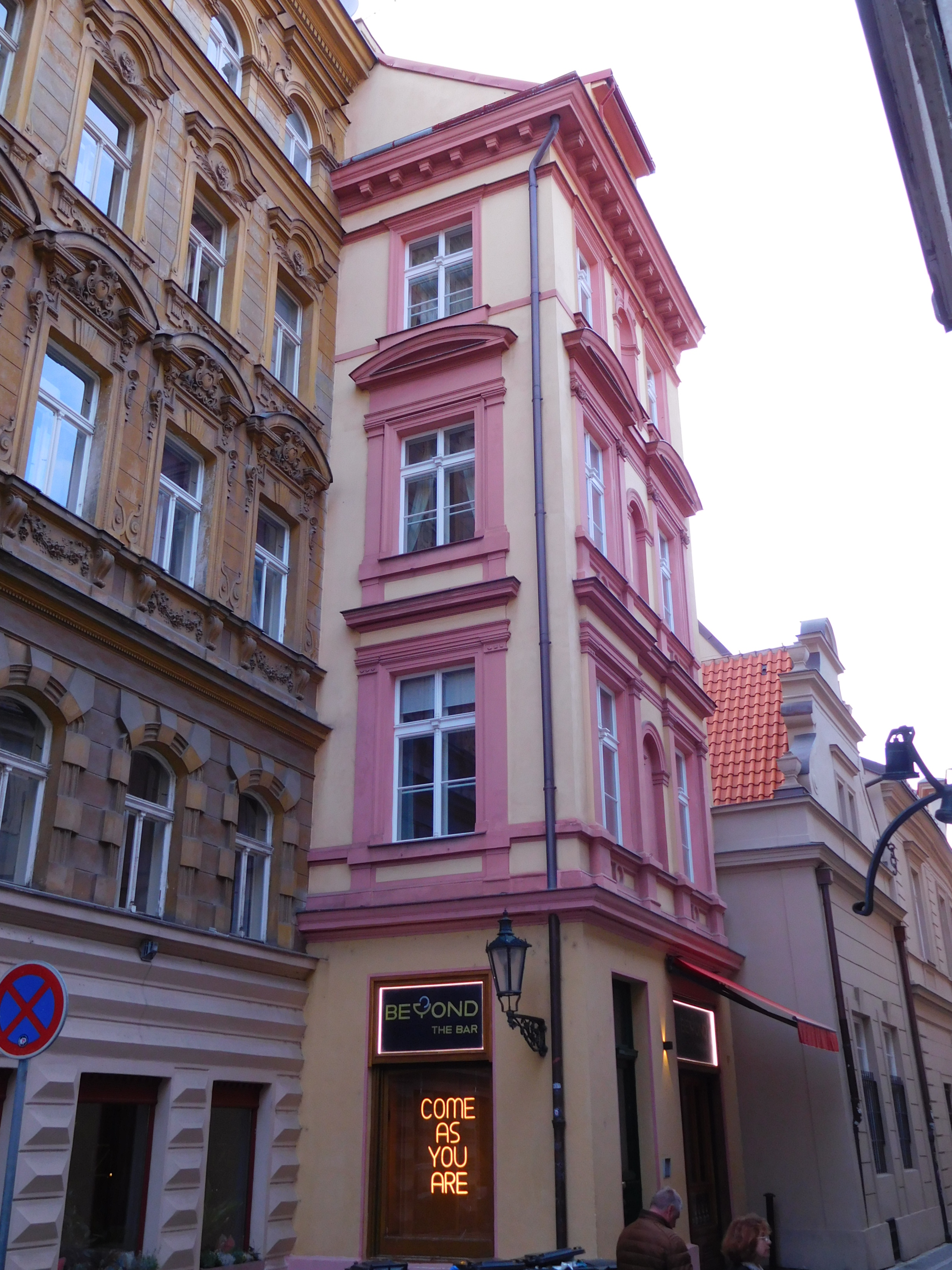
Liliová 3, Praha - Staré Město (1875)